# Radek Juška
Radek Juška (República Checa, 8 de marzo de 1993) es un atleta checo especializado en la prueba de salto de longitud, en la que consiguió ser subcampeón europeo en pista cubierta en 2015.

## Carrera deportiva
En el Campeonato Europeo de Atletismo en Pista Cubierta de 2015 ganó la medalla de plata en el salto de longitud, con un salto de 8.10 metros, tras el sueco Michel Tornéus (oro con 8.30 metros que fue récord nacional sueco) y por delante del también sueco Andreas Otterling (bronce con 8.06 metros).